# فلوریناس
فلوریناس (به ایتالیایی: Florinas) یک کومونه در ایتالیا است که در استان ساساری واقع شده‌است.

## خصوصیات
فلوریناس ۳۶٫۱ کیلومترمربع مساحت و ۱٬۵۵۵ نفر جمعیت دارد و ۴۱۷ متر بالاتر از سطح دریا واقع شده‌است.